# Vollzugshelfer
Als Vollzugshelfer werden Personen bezeichnet, die ehrenamtlich im Strafvollzug tätig sind und Strafgefangene sozial betreuen. 

## Formale Voraussetzungen
Grundsätzlich müssen alle Vollzugshelfer seit mindestens drei Jahren straffrei sein; gegen sie darf zum Zeitpunkt der Bestellung oder später kein Ermittlungsverfahren eingeleitet sein. Das Mindestalter liegt, je nach Bundesland, bei 18 bis 21 Jahren.

## Aufgaben
Vollzugshelfer kommen sowohl als Betreuung während des Strafvollzugs, in der Vorbereitung der Haftentlassung sowie in der Zeit unmittelbar nach der Entlassung zum Einsatz. Im Gefängnis selbst veranstalten sie etwa Gruppenkurse zur Weiterbildung im technischen, musischen oder künstlerischen Bereich. 
Ein weiteres Tätigkeitsfeld für Vollzugshelfer ist die Einzelbetreuung von Strafgefangenen. Im Strafvollzug in Deutschland haben Häftlinge zumeist ein sehr begrenztes Besuchsrecht von ca. einer Stunde im Monat (§ 24 Abs. 1 Strafvollzugsgesetz). Dies führt dazu, dass direkte Kontakte mit Personen außerhalb des Gefängnisses grundsätzlich selten sind und die Gefahr der sozialen Isolation zunimmt. Vollzugshelfer hingegen können den Gefangenen ohne Voranmeldung, so oft und so lange besuchen, wie beide dies wünschen. In einigen Strafanstalten wird der Vollzugshelfer zusätzlich zu den regelmäßigen Vollzugskonferenzen beratend hinzugezogen, auf denen der weitere Haftverlauf und Vollzugsplan für den Gefangenen festgelegt wird. Der Vollzugshelfer kann hier gehört werden und ihm kann mit Erlaubnis des Gefangenen Akteneinsicht gewährt werden; ein Anspruch hierauf besteht jedoch nicht.